# NA-1720
La  NA-1720  es una carretera local perteneciente a la Red de Carreteras de Navarra que se inicia en PK 18,19 de Na 150 y termina en PK 42,16 de N-135. Une el Valle de Erro (Espinal, Burguete y Roncesvalles) con el Valle de Longuida (Aoiz, Lumbier) pasando por el de Arce. Tiene una parte de su antigua ruta sumergida bajo el embalse de Itoitz.

## Recorrido
| Denominación | Kilómetro | Salida                                   | Carretera                                | Dirección                                |
| ------------ | --------- | ---------------------------------------- | ---------------------------------------- | ---------------------------------------- |
| NA-1720      | 0         |                                          | NA-2330 NA-150 A-15                      | Urroz-Villa Pamplona Erro                |
| NA-1720      | 0         |                                          | NA-2379 NA-150 A-21                      | Sangüesa Lumbier Liédena                 |
| NA-1720      | 1         | Travesía de Ecay de Lónguda/Ekai-Longida | Travesía de Ecay de Lónguda/Ekai-Longida | Travesía de Ecay de Lónguda/Ekai-Longida |
| NA-1720      | 1         |                                          | NA-2041                                  | El Aserradero                            |
| NA-1720      | 1         |                                          | NA-2355                                  | Erdozáin Olaverri                        |
| NA-1720      | 2         |                                          | NA-2356                                  | Aoiz Embalse de Itoiz                    |
| NA-1720      | 2         |                                          |                                          | Pol. Ind. Aoiz Aoiz                      |
| NA-1720      | 6         |                                          | NA-2355                                  | Erdozáin Olaverri                        |
| NA-1720      | 7         | Travesía de Zazpe                        | Travesía de Zazpe                        | Travesía de Zazpe                        |
| NA-1720      | 13        |                                          |                                          | Nagore                                   |
| NA-1720      | 14        |                                          |                                          | Nagore                                   |
| NA-1720      | 15        |                                          | NA-2040                                  | Oroz-Betelu Orbaiceta                    |
| NA-1720      | 17        |                                          |                                          | Úriz                                     |
| NA-1720      | 17        |                                          |                                          | Lacabe                                   |
| NA-1720      | 19        |                                          |                                          | Urdíroz                                  |
| NA-1720      | 20        |                                          |                                          | Imízcoz Gorráiz                          |
| NA-1720      | 22        |                                          | NA-2382                                  | Saragüeta                                |
| NA-1720      | 22        |                                          | NA-2043                                  | Arrieta Villanueva de Arce               |
| NA-1720      | 22        |                                          |                                          | Lusarreta                                |
| NA-1720      | 29        |                                          |                                          | Camping ESPINAL                          |
| NA-1720      | 29        |                                          | N-135 NA-140                             | Erro Zubiri Roncesvalles Ochagavía       |